# Rhytiphora ferruginea
Rhytiphora ferruginea là một loài bọ cánh cứng trong họ Cerambycidae.